# Maria Koningin
De gedachtenis van de Heilige Maagd Maria, Koningin van hemel en aarde (ook: Maria Regina) wordt in de Katholieke Kerk gevierd op 22 augustus, in het octaaf van het hoogfeest van Maria-ten-Hemelopneming. Het is tevens een eretitel van Maria.
De gedachtenis werd - met de encycliek Ad Caeli Reginam - door Paus Pius XII ingevoerd in het jubeljaar 1953-1954. Aanvankelijk werd het als feest gevierd op 31 mei. Toen echter het feest van Maria-Visitatie na het Tweede Vaticaans Concilie van 2 juli naar 31 mei verschoven werd, verplaatste men de gedachtenis van Maria als Koningin van hemel en aarde van 31 mei naar 22 augustus.
De gedachtenis van dit feest correspondeert ook met het vijfde glorievolle geheim van de heilige Rozenkrans. Een geliefd thema in de kunst is de kroning van Maria.